# Guido Buchwald
Guido Buchwald (n. 24 ianuarie 1961, Berlinul Occidental, Germania sub ocupație aliată) este un fost fotbalist german. A devenit campion mondial cu echipa națională a Germaniei în 1990.

## Statistici
| Germania | Germania | Germania |
| An       | Meciuri  | Goluri   |
| -------- | -------- | -------- |
| 1984     | 3        | 0        |
| 1985     | 0        | 0        |
| 1986     | 7        | 0        |
| 1987     | 7        | 0        |
| 1988     | 6        | 0        |
| 1989     | 6        | 0        |
| 1990     | 12       | 0        |
| 1991     | 6        | 1        |
| 1992     | 13       | 1        |
| 1993     | 10       | 2        |
| 1994     | 6        | 0        |
| Total    | 76       | 4        |